# Wetterhaus
La Wetterhaus o Haus Wetter ("Casa di Wetter") è un edificio storico a Herisau. È classificato dal governo svizzero come bene culturale di importanza nazionale.

## Storia
L'edificio fu costruito nel 1737 dal capomastro Jakob Grubenmann per conto di Johann Laurenz Wetter, mercante e Landesstatthalter. Gli esterni in stile barocco furono restrutturati nel 1977-1978.